# Korowij Jar
Korowij Jar (ukr. Коровій Яр) – wieś na Ukrainie, w obwodzie donieckim, w rejonie kramatorskim. W 2001 liczyła 721 mieszkańców.